# 美国国家航空 (1934年)
美国国家航空（英語：National Airlines）是美國一間在1934至1980年間運營的航空公司，基地設於佛羅里達州邁阿密國際機場。國家航空在巔峰時期擁有“三個海岸間”的航線網絡，連接佛羅里達及墨西哥灣沿岸與東、西兩岸城市。在1970年至1978年間，國家航空、泛美航空及環球航空是美國僅有的三家飛航美國與歐洲間定期客運航線的航空公司。

## 歷史

### 1930年代
美国国家航空於1934年由喬治·T·貝克創立，總部早期位於佛羅里達州聖彼得斯堡，運營基地為艾伯·屈地機場。同年10月15日，美国国家航空首航，使用兩架瑞恩ST型單翼機在佛羅里達州內的聖彼得堡及其他城市間運輸乘客及郵件。1935年，國家航空引進史汀森SM-6000三引擎飛機，其後又被替換為洛克希德L-10伊莱克特拉。1939年，國家航空總部遷至傑克遜維爾。1930年代末期，國家航空已開通迈阿密至新奥尔良的航線，並以“海盜航線”宣傳。

### 1940年代
1940年代，洛克希德北極星成為國家航空機隊的主力機型。1944年，國家航空獲得佛羅里達至紐約等東岸城市的航權，次年開始飛航這些城市。1946年，國家航空獲准飛航哈瓦那，同時引進道格拉斯DC-4，同年2月14日用其開通邁阿密直飛紐約的航班。1946年後期，國家航空將總部移至邁阿密國際機場，1950年在邁阿密設立維修基地。
1947年7月1日，美国国家航空引進其第一款客艙增壓客機道格拉斯DC-6，紐約至邁阿密的飛行時間也由五小時縮短至四小時。由DC-6執行的航班亦被國家航空稱為“星級服務”。國家航空當時亦推出了“撲滿假期”計劃以推廣夏季前往佛羅里達的低票價航班。

### 1950年代

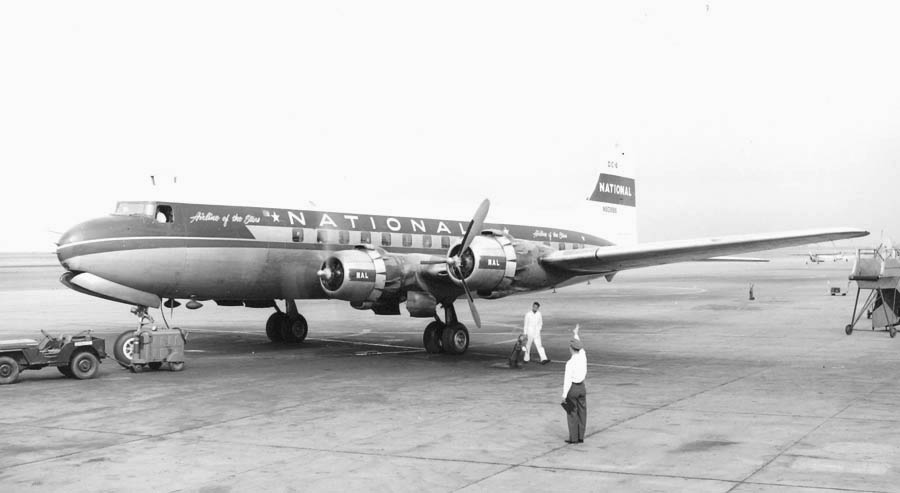
國家航空的DC-6在加州奧克蘭國際機場（1952年）

1950年代，美国国家航空引進康維爾340/440、道格拉斯DC-7及洛克希德L-1049。1958年12月10日，國家航空租借泛美航空的一架波音707飛航邁阿密-紐約航線，成為美國第一間用噴射機執行國內航班的航空公司。次年，國家航空引進洛克希德L-188。50年代末期，國家航空已開通休斯敦和波士頓這兩個航點。

### 1960年代
1961年3月11日，美国国家航空在獲得南部跨大陸航線的航權後開通飛往加利福尼亞州的航線，此前這一市場由美國航空與達美航空與國家航空聯營。為飛航中美洲與南美洲，美国国家航空開始與泛美航空合作。
1962年，曾執管邊疆航空的路易斯·邁泰格購入國家航空的大部分股權，成為其首席執行官。國家航空於1960年引進道格拉斯DC-8，同時訂購十架波音727，第一架於1964年交付。隨著L-188於1968年退役，國家航空成為全噴射機航空公司。
1969年7月26日，美国国家航空獲得亞特蘭大-舊金山的不经停航班航權，同年10月1日正式開通這一航線。

### 1970年代
1970年，美国国家航空耗資1700萬美元引進IBM電子計算機訂位系統，並稱之為Res-A-Vision。同年6月16日，國家航空自1961年因古巴革命停飛古巴航線後重新開通國際航班，由邁阿密飛往倫敦。美国国家航空因此繼泛美航空和環球航空後成為美國第三家飛航跨大西洋航班的航空公司。
1970年10月1日，美国国家航空接收當時最大的商業客機波音747-100後即將其投入邁阿密-紐約航線，同年10月25日投入洛杉磯航線。然而國家航空於1976年將其波音747全數售予西北航空。同樣在1970年，美国国家航空在約翰·甘迺迪國際機場開通樞紐航站樓，稱之為Sundrome（由贝聿铭等人設計，亦稱六號航站樓，現已拆卸）。
美国国家航空1969年訂購的十架麥道DC-10於1971年12月15日起陸續投入邁阿密-紐約航班運營。1971年，美國全國婦女組織就威廉·弗里為國家航空設計的含有性暗示的宣傳廣告（口號類似於"I'm Cheryl. Fly me."）進行了抗議。在引進DC-10-30洲際客機後，國家航空拓寬了歐洲航線網絡，1977年6月22日開通巴黎航線，1978年開航法蘭克福、阿姆斯特丹，1979年開航蘇黎世。美国国家航空於1978年7月2日開通首個新奧爾良至阿姆斯特丹的不停站航班，同年12月13日從泛美航空接管紐約-阿姆斯特丹航線。
1970年代末期，多家航空公司試圖收購已經在南部跨大陸市場及佛羅里達至東海岸市場站穩腳跟的美国国家航空。1978年，弗蘭克·洛倫佐執管的德克薩斯國際航空購入國家航空24.6%的股權，但在投標時沒有成功。美國東方航空於1979年亦試圖收購。同時，德克薩斯國際航空持有的股權售予泛美航空，泛美由此成為白武士。1980年1月7日，泛美航空接管了國家航空的機隊和航線，收購完成。

## 目的地

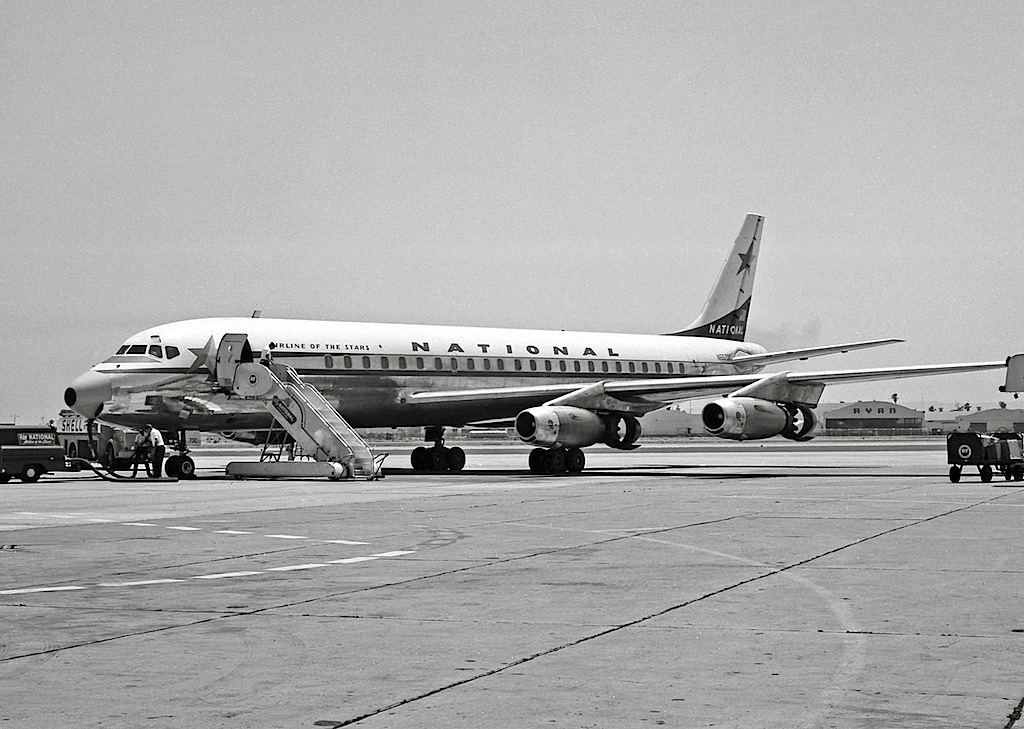
國家航空的道格拉斯DC-8在聖地亞哥國際機場（1962年）

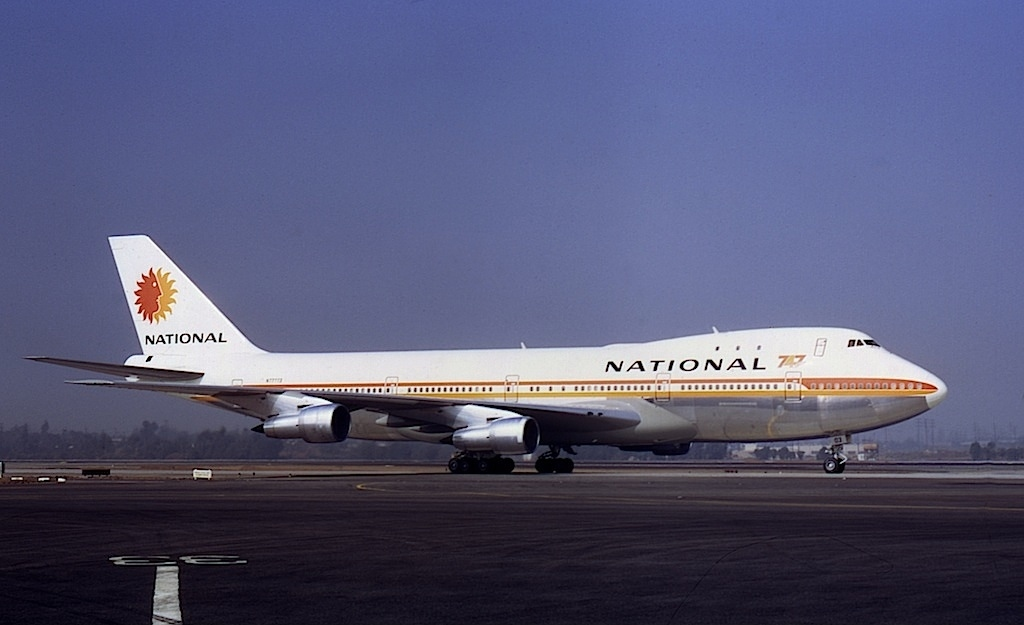
國家航空的波音747-100在洛杉磯國際機場（1970年）

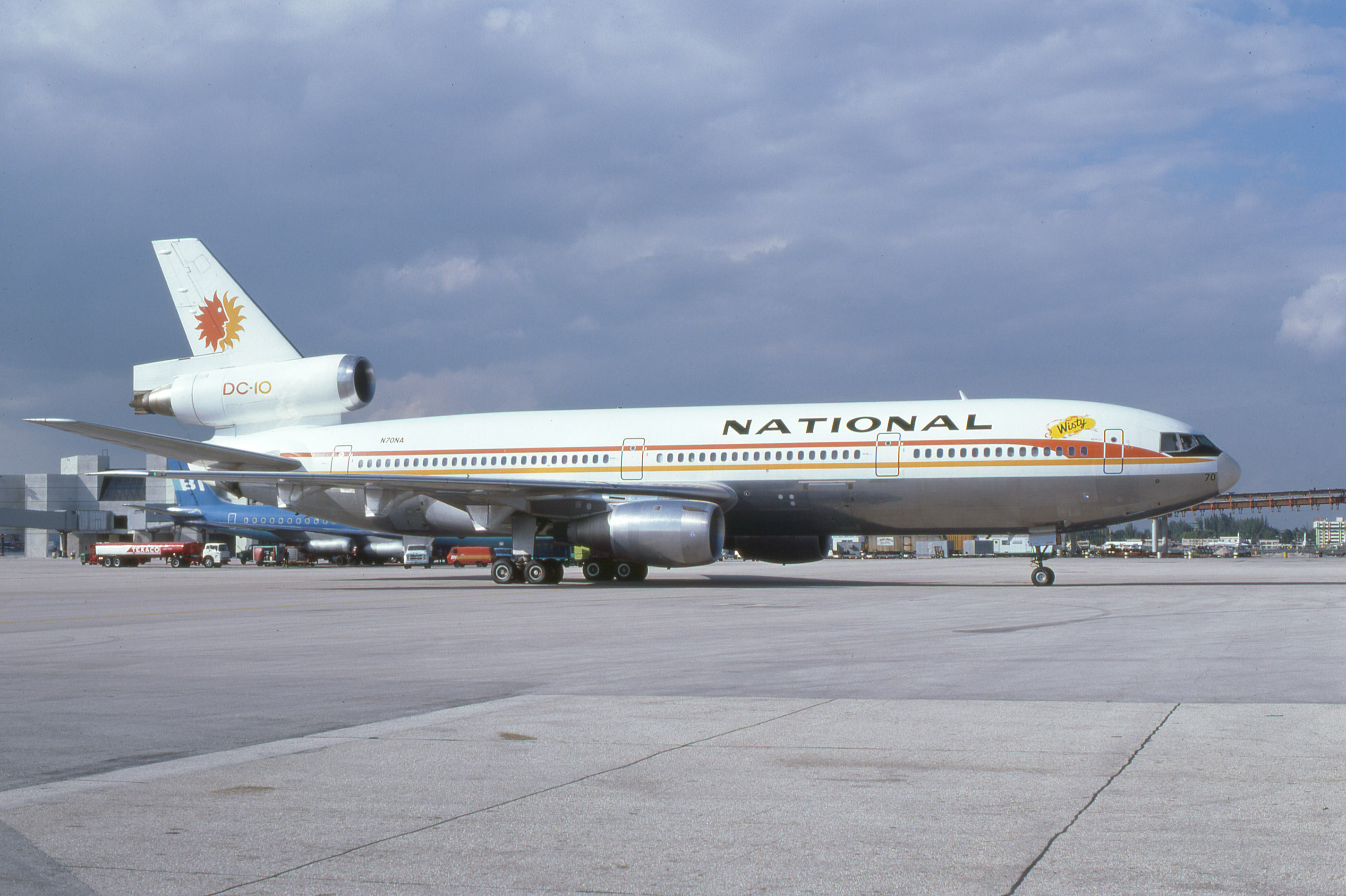
國家航空的麥道DC-10

美国国家航空曾飛往如下美國國內目的地：
此外，國家航空曾飛航以下國際航點：

## 機隊

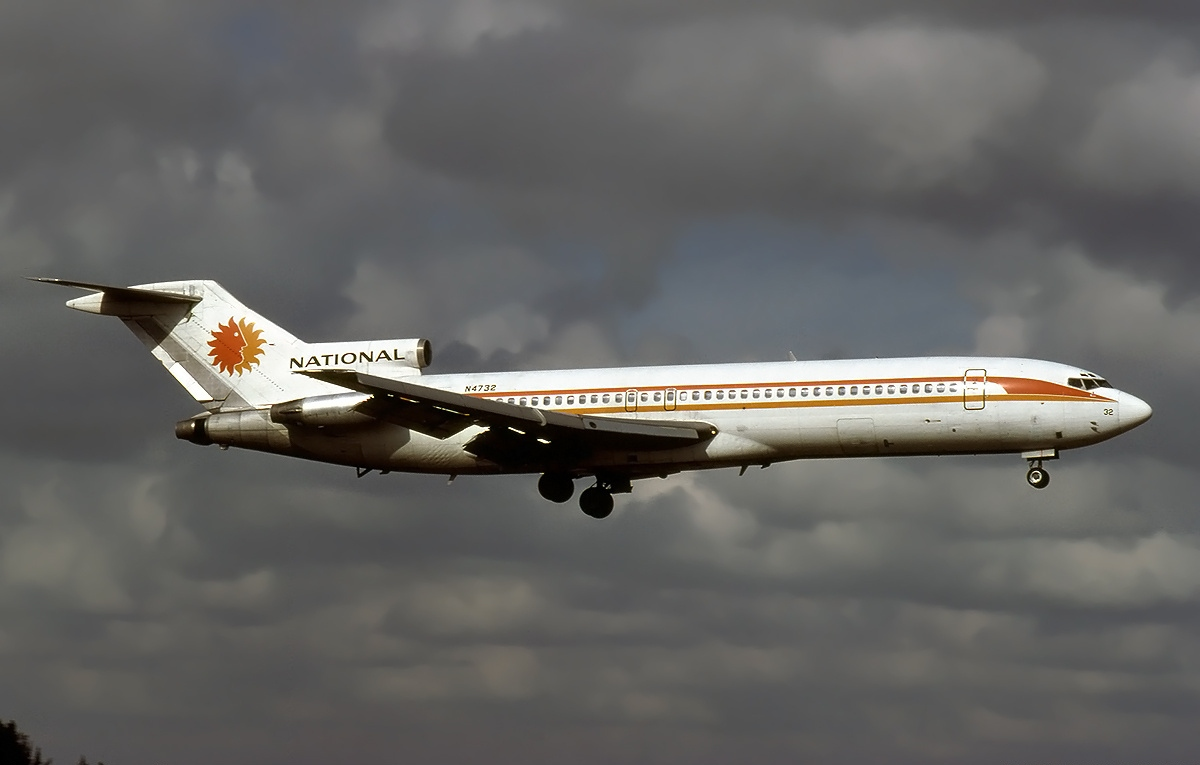
1980年，國家航空的波音727降落在邁阿密機場，當時國家航空已被泛美航空接管

國家航空1980年被泛美航空收購時，機隊包括43架波音727（19架727-100和24架727-200）和16架麥道DC-10（11架國內版DC-10-10和5架國際版DC-10-30）。
國家航空曾使用以下機型：

## 飛行事故

### 致死事故
- 1945年10月2日，16號班機為一架編號為NC18199的洛克希德北極星型，於當地時間1時05分在萊克蘭附近復飛失敗墜湖，機上15人中2人死亡。[33]
- 1951年1月14日，6名乘客在美國國家航空83號班機空難中遇難。這架編號為N74685的DC-4由紐約飛往費城，機師過晚觸地導致飛機衝出跑道。[34]乘務員弗蘭基·休斯莉在救出乘客時遇難。[35]
- 1952年2月11日，美国国家航空的一架道格拉斯DC-6（註冊編號N90891）執行飛往邁阿密的101號班機，在從紐瓦克機場起飛後不久因螺旋槳故障墜毀，導致26名乘客及3名機組人員死亡。地面4人亦在事故中遇難。[36]
- 1953年2月14日，編號為N90893的DC-6執行470號班機，在墨西哥灣遭遇湍流後墜海，導致46人（5名機組人員和41名乘客）遇難，此次空難亦是國家航空最嚴重的空難。[37]
- 1959年11月16日0時55分，編號為N4891C的道格拉斯DC-7執行967號班機，在路易斯安那州近海墜毀，導致機上42人全部遇難，空難原因至今未查明。[38]
- 1960年1月6日，編號為N8225H的DC-6執行紐約飛往邁阿密的2511號班機，途中被機上放置的一枚炸彈炸毀，導致機上34人全部死亡。[39]
- 1973年11月3日，一架編號為N60NA的麥道DC-10在執行休斯敦至拉斯維加斯的27號班機時，一個發動機的渦輪破裂，碎片戳穿機身，導致一名乘客被吸出客艙後身亡。[40]

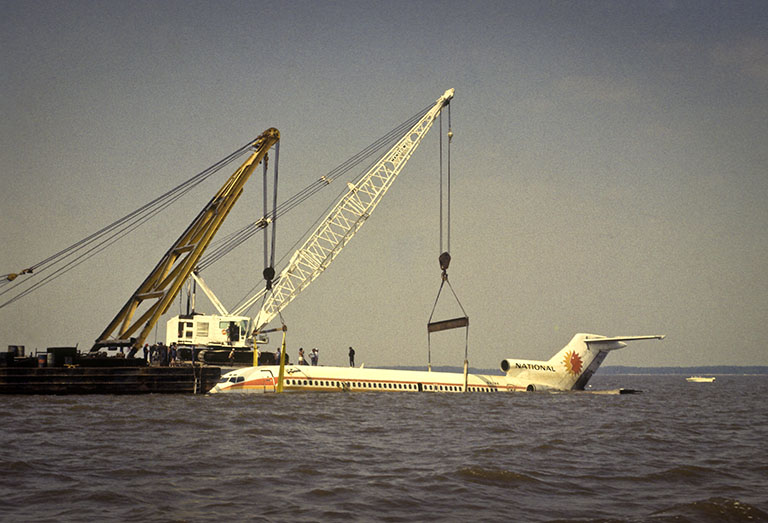
1978年193號班機的殘骸

- 1978年5月8日21時20分，一架編號N4744的波音727執行193號班機時，在彭薩科拉附近的艾斯康比亞灣（英语：Escambia Bay）墜海，52名乘客中有3人死亡。[41]

### 非致命事故
- 1945年9月13日，一架編號為NC33349的洛克希德北極星型在坦帕機場滑出跑道，11名乘客和3名機組人員全部逃生。[42]
- 1945年10月11日，另一架北極星型（編號NC15555）執行傑克遜維爾至邁阿密的23號班機，途中發動機失火，備降墨爾本，但降落失敗墜地。14名乘客無一死亡。[43]
- 1950年10月2日，一架C-46貨機（編號N1661M）在華盛頓國家機場降落時損毀，機腹朝天。[44]
- 1955年1月10日9時38分，一架洛克希德北極星（編號N33369）執行1號班機，在圣彼德斯堡起飛時失控偏離跑道，10名乘客和3名機組人員無一死亡。[45]
- 1961年11月15日17時10分，編號為N8228H的DC-6執行429號班機，在波士頓洛根國際機場準備起飛時與正在降落的東北航空120號班機相撞。[46]

### 劫機
在1961年至1980年間，22起涉及國家航空班機的劫機及劫機未遂事件中劫機者均要求飛往古巴。1969年一年亦有九起試圖劫持國家航空班機至古巴的事件。
其他涉及國家航空班機的劫機事件如下：
- 1971年3月8日，一架載有46人的波音727執行莫比爾飛往新奧爾良的745號班機，途中被一名劫機者要求飛往加拿大。[48]
- 1972年7月12日，496號班機（波音727）在由費城飛往紐約途中被邁克爾·斯坦利·格林及一名埃塞俄比亞人劫持。[49]
- 1974年3月30日，薩拉索塔發生人質事件，兇手試圖劫持一架停在薩拉索塔-布雷登頓國際機場的國家航空波音727，被一名飛航工程師制止。[50]類似事件於1975年1月3日在彭薩科拉機場發生。[51]

## 延伸閱讀
- Banning, Eugene; edited by R.E.G. Davies (2001). Airlines of Pan American since 1927. Paladwr Press. ISBN 1-888962-17-8
- Conrad, Barnaby (1999). Pan Am: An Aviation Legend. Emeryville, California: Woodford Press. ISBN 0-942627-55-5.
- Davies, R.E.G. (1972, revised August 1982). Airlines of the United States Since 1914, Putnam. ISBN 0-370-30942-1.
- Davies, R.E.G., illustrated by Mike Machat (1987). Pan Am: An Airline And Its Aircraft. Orion. ISBN 0-517-56639-7
- Gandt, Robert L. (1995). Skygods: The Fall of Pan Am. New York: Morrow. ISBN 0-688-04615-0.
- The Clipper Heritage - Pan American World Airways 1927-1991 (2005). Pan American Historical Foundation. Retrieved April 2008.
- Pan American World Airways, Inc., Records (6-26-1996). Otto G. Richter Library, University of Miami Archives. Retrieved April 2008.